# 클로드 샤브롤
클로드 샤브롤(Claude Chabrol, 1930년 6월 24일 ~ 2010년 9월 12일)은 프랑스의 영화 감독, 배우이다.

## 출연 작품
- 머나먼 세상속으로 (2011)
- 질 자콥: 칸느 영화제 대표 (2010, Gilles Jacob, l'arpenteur de la croisette)
- 세르주 갱스부르 (2010)
- 누벨바그의 추억 (2010, Deux de la vague)
- 벨라미 (2009)
- 둘로 잘린 소녀 (2007)
- 맨 오브 시네마 (2007)
- 아비다 (2006)
- 코미디 오브 파워 (2006)
- 식탁으로 간 영화 (2005)
- 신부 들러리 (2004)
- 악의 꽃 (2003)
- 언페이스풀 (2002)
- 초콜릿 고마워 (2000)
- 거짓말의 빛깔 (1999)
- 사기 (1997)
- 의식 (1995)
- 지옥 (1994)
- 베티 (1992)
- 마담 보바리 (1991)
- 닥터 M (1990)
- 여자 이야기 (1988)
- 마스크 (1987)
- 올빼미의 울음 (1987)
- 형사 라바르뎅 (1986)
- 닭 초절임 (1985, Poulet au vinaigre)
- 타인의 피 (1984, Le Sang des autres)
- 비올레트 노지에르 (1978)
- 스턴트맨 (1977)
- 죽음의 의식 (1976)
- 더러운 손 (1976)
- 플레저 파티 (1975)
- 나다 (1974)
- 붉은 결혼식 (1973)
- 바람의 저편 (1972)
- 하이 힐 (1972)
- 어두워지기 전에 (1971, Juste avant la nuit)
- 파멸 (1970)
- 도살자 (1969)
- 부정한 여인 (1969)
- 야수의 최후 (1969)
- 암사슴 (1968)
- 블루 팬더 (1965)
- 내가 본 파리 (1965, Paris vu par…)
- 아름다운 사기꾼들 (1964)
- 세 번째 사랑 (1962)
- 7대 죄악 (1962)
- 파란 수염, 랑드뤼 (1963, Landru)
- 파리는 우리의 것 (1961, Paris nous appartient)
- 착한 여자들 (1960)
- 레다 (1959)
- 사자 자리 (1959)
- 네 멋대로 해라 (1959)
- 사촌들 (1959)
- 미남 세르쥬 (1958)
- 양치기 전법 (1956)